# Slavkov (Olbramovice)
Slavkov (Duits: Slawkau of Slawkau bei Olbramowitz) is een Tsjechische plaats in de gemeente Olbramovice, regio Midden-Bohemen, en maakt deel uit van het district Benešov. Het dorp ligt op 2,5 kilometer afstand van Olbramovice.
Slavkov telt 41 inwoners (2021).

## Geografie
Er zijn twee vijvers in het dorp, waarvan eentje genaamd Slavkovskývijver.

## Geschiedenis
De eerste schriftelijke vermelding van het dorp dateert van 1360.
Tijdens de Tweede Wereldoorlog was het dorp onderdeel van het militaire oefenterrein van de Waffen-SS Benešov. Op 1 april 1944 moesten de inwoners daarom noodgedwongen hun huizen verlaten. Sinds 1945 is Slavkov volledig ondergebracht bij het district Benešov.

## Verkeer en vervoer

### Autowegen
Er leidt een regionale weg naar het dorp.

### Spoorlijnen
Er is geen station in Slavkov. Het dichtstbijzijnde station is in Olbramovice, op zo'n drie kilometer afstand. Dat station ligt aan spoorlijn 220 van Praag naar Tábor en České Budějovice. Ook begint hier spoorlijn 223 naar Sedlčany.
Spoorlijn 220 is dubbelsporig en maakt deel uit van het Europese spoorsysteem. Tussen 2010 en 2013 werd de lijn grondig gemoderniseerd, waarbij sommige gedeelten verplaatst werden, om zo een minder bochtig tracé te creëren. Eind 2015/begin 2016 werd het oude tracé omgebouwd tot fietspad, om Votice, Olbramovice en Bystřice te verbinden.

### Buslijnen
Er is geen bushalte in het dorp. De dichtstbijzijnde bushalte is in Křešice, op 3,5 kilometer afstand:
| Halte                | Lijn(en)    | Traject(en)                                             | Vervoerder(s)                          |
| -------------------- | ----------- | ------------------------------------------------------- | -------------------------------------- |
| Olbramovice, Křešice | 452 566 757 | Benešov - Mladá Vožice Vojkov - Votice Benešov - Votice | CŠAD Benešov CŠAD Benešov CŠAD Benešov |

## Bezienswaardigheden
- Fortrestanten in de buurt van hoeve Strýčkov;
- Natuurmonument Slavkov;
- Monumentale eiken;
- Monumentale klokkentoren.

## Galerij

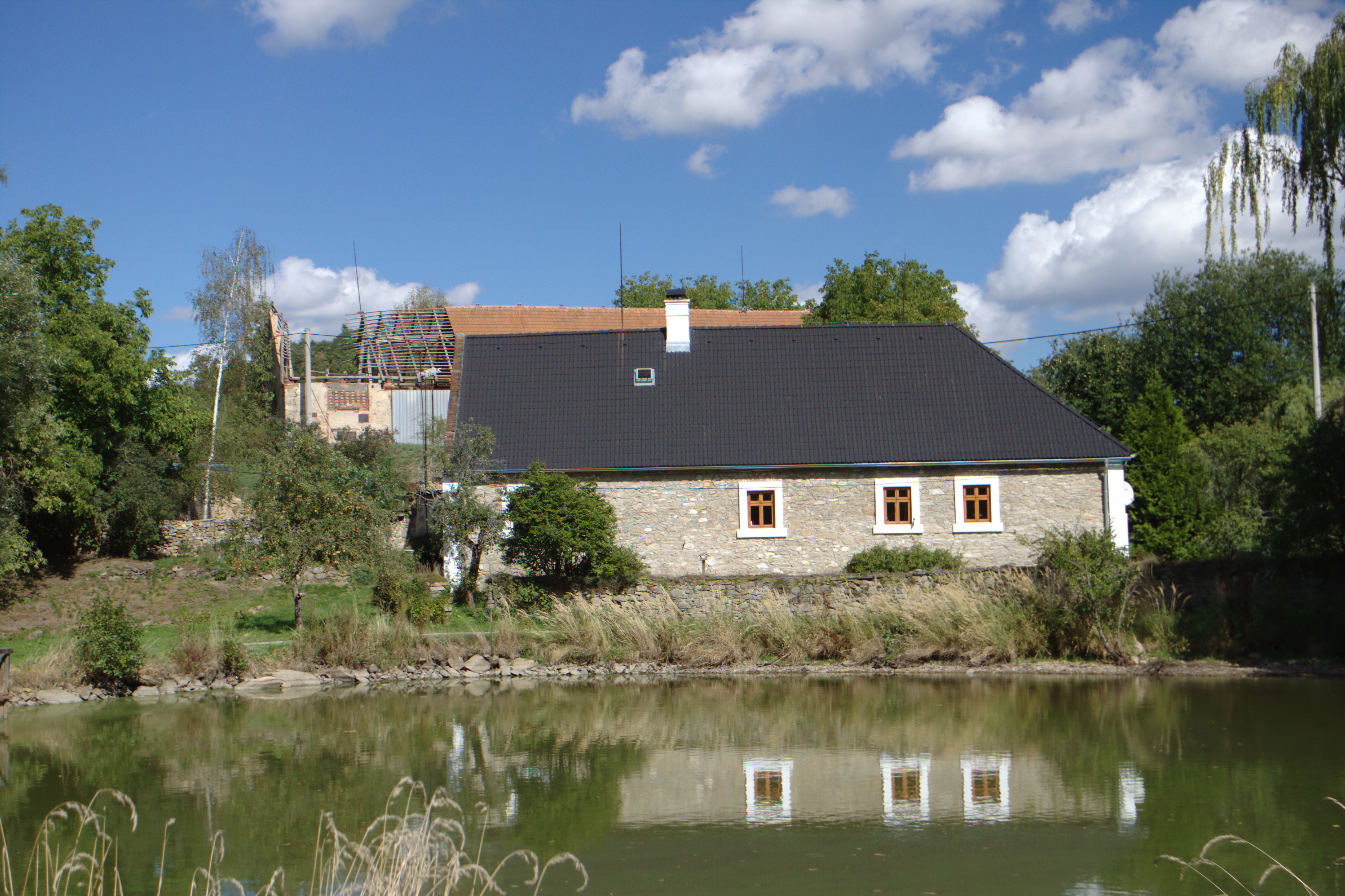
Huis aan de vijver (2015)
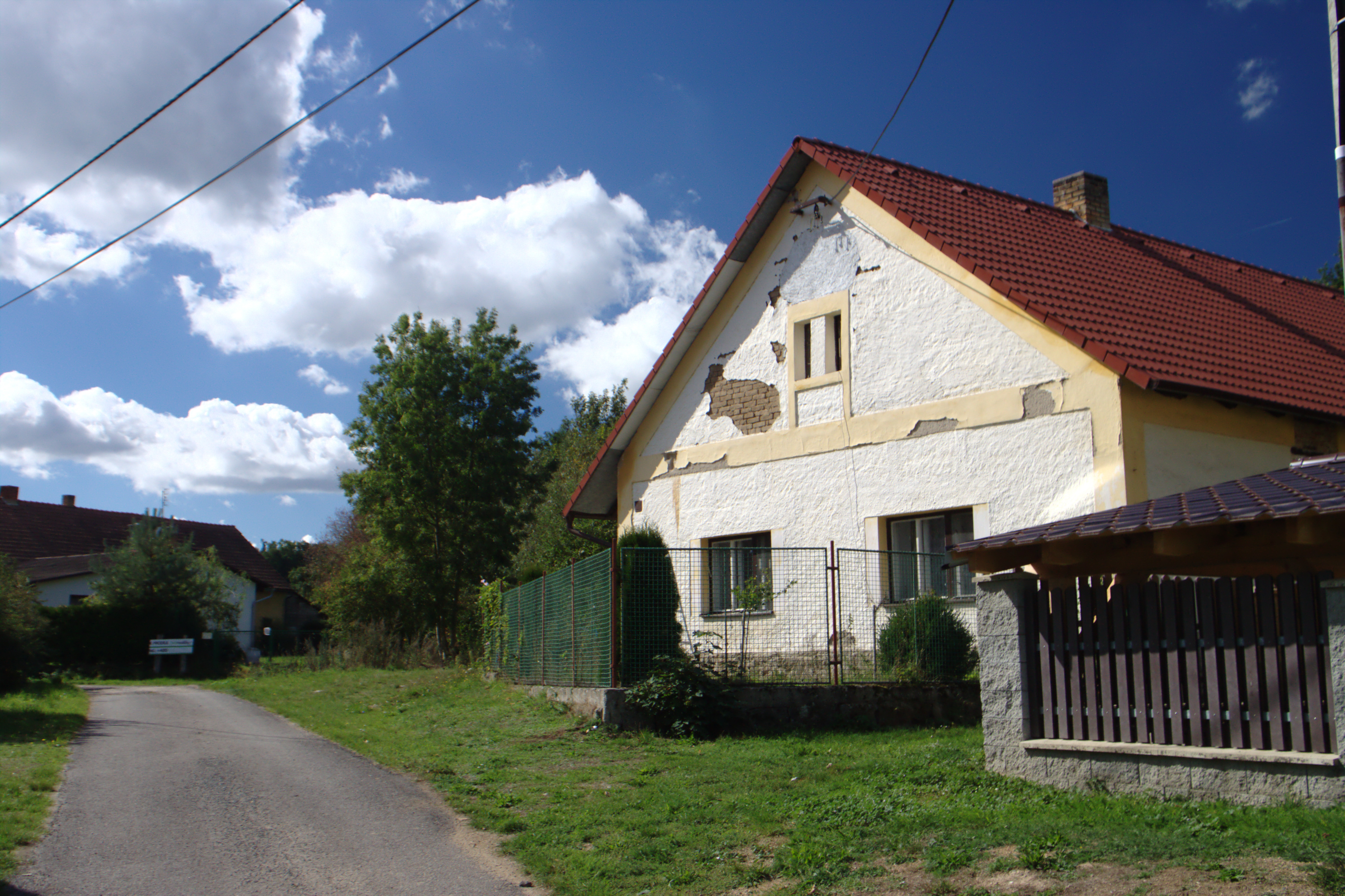
Huis in het dorp (2015)
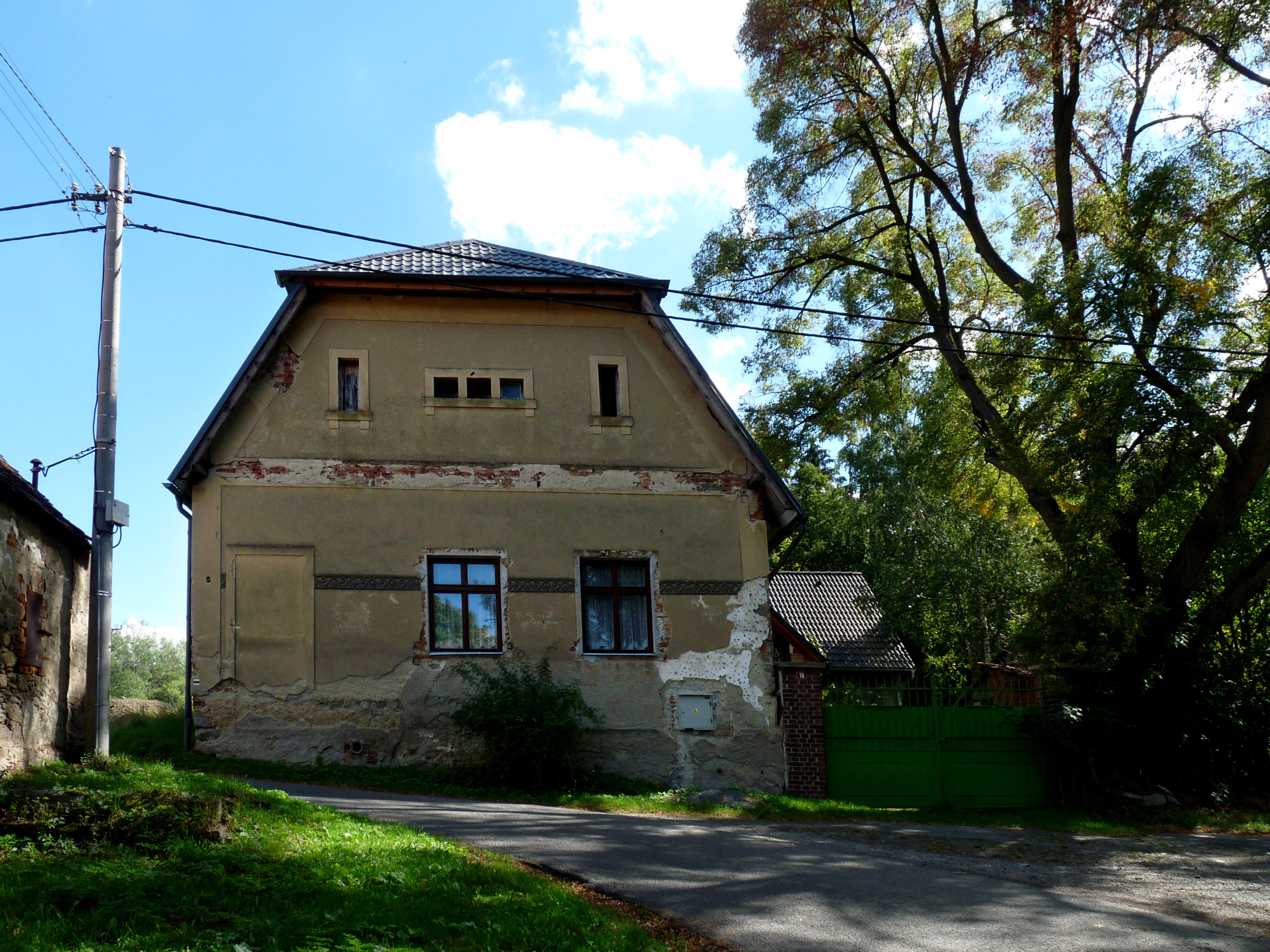
Ouder huis in het dorp (2015)
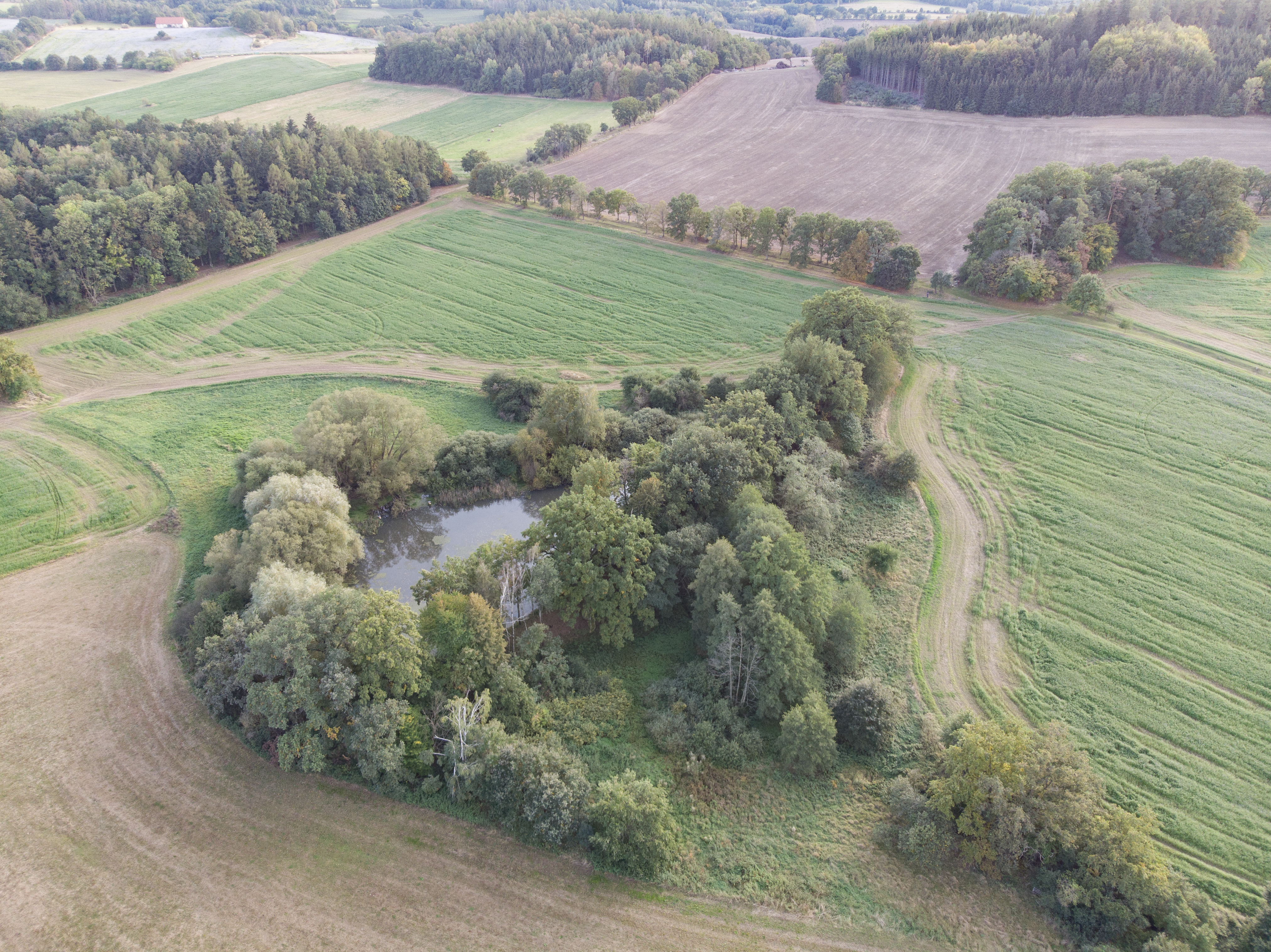
Monumentale eiken (2020)
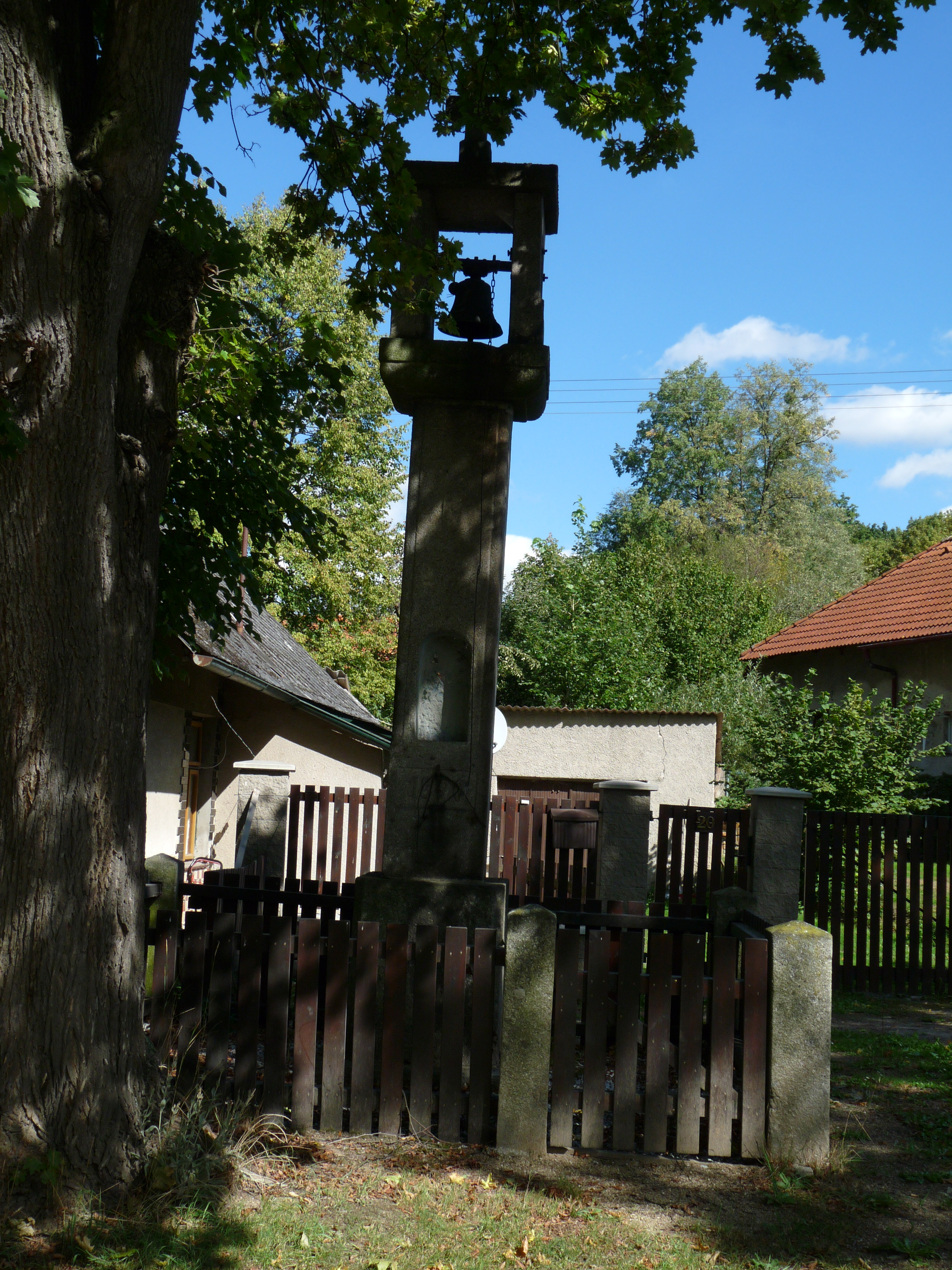
Klokkentoren (2015)